# Конвой № 3107
Конвой № 3107 — японський конвой часів Другої світової війни, проведення якого відбувалось у листопаді 1943 року.
Пунктом призначення конвою був атол Трук (Чуук) у центральній частині Каролінських островів, де ще до війни створили потужну базу японського ВМФ, з якої до лютого 1944 року провадились операції у цілому ряді архіпелагів. Вихідним пунктом став розташований у Токійській затоці порт Йокосука (саме звідси традиційно вирушала більшість конвоїв на Трук).
До складу конвою увійшли транспорт «Чоко-Мару» (3515 GRT) та невеликий — 634 GRT — танкер «Unyu Maru No. 2», а охорону забезпечував торпедний човен «Оторі».
Загін вийшов із порту 7 листопада 1943 року. Його маршрут пролягав через кілька традиційних районів патрулювання американських підводних човнів, які зазвичай діяли поблизу східного узбережжя Японського архіпелагу, біля островів Оґасавара, Маріанських островів і на підходах до Труку. Утім, проходження конвою № 3107 відбулось успішно, і 20 листопада він без втрат досягнув Труку.